# Amoturoides breviscapus
Amoturoides breviscapus is een vliesvleugelig insect uit de familie Torymidae. De wetenschappelijke naam is voor het eerst geldig gepubliceerd in 1932 door Girault.